# Parabrachiella gymnobrachiata
Parabrachiella gymnobrachiata is een eenoogkreeftjessoort uit de familie van de Lernaeopodidae. De wetenschappelijke naam van de soort is voor het eerst geldig gepubliceerd in 1968 door Kabata.